# Station Dilling
Station Dilling is een spoorwegstation in  Dilling in de gemeente Rygge in fylke Viken in Noorwegen. Dilling werd geopend in  1879 en is een ontwerp van Peter Andreas Blix. Het station ligt aan de westelijke tak van Østfoldbanen. Het is gesloten voor personenvervoer. In het gebouw is tegenwoordig een galerie gevestigd.